# Catasetum bicolor
Catasetum bicolor är en orkidéart som beskrevs av Johann Friedrich Klotzsch. Catasetum bicolor ingår i släktet Catasetum och familjen orkidéer. Inga underarter finns listade i Catalogue of Life.